# 上田享矢
上田 享矢／上田 きょうや（うえだ きょうや、1961年5月27日 - ）は、日本の占星学研究家・英語・小論文講師

## 来歴
1961年静岡県生まれ。立教大学院英米文学研究科博士前期課程卒業。
芸術評論家、占星学研究家、TOEIC満点英語講師、一般社団法人日本占術協会会員、FMラジオパーソナリティー。
高校時代、アメリカ・マサチューセッツ州へ留学。
美学を専攻していた大学時代に、芸術を通して西洋占星学の感性の実在を実感、研究を始める。米留学中に多くの文献と出会い、人間の内面を探求する芸術的感性に基づく西洋占星学を追及し、アイドル数百人実占の実績を持つ。
米国占星学連盟永久会員。日本占術協会会員。東洋占星術算命学の最終位「歳位」取得。
（上田きょうや公式サイトより）

## 活動
- 算命学（東洋）と西洋占星学両方の占星学を学問体系として探究。
- フリーの英語講師として30年以上の実績。アメリカ留学経験を生かした指導（英語･小論文･国際関係）

## 受賞歴
- 論文“Astrological Beatles”他でビートルズ・コンクール（BCC主催）研究部門において2年連続優秀賞（1位）受賞。
- 日本占術協会より、優秀図書賞2回・功労賞

## 過去の主な出演番組
- 元レギュラー：「ホロスコープ･ミュージック」（FM・NACK5『児嶋未散のSATURDAY ON THE WAY』内）
- 「笑っていいとも」（フジテレビ）
- 「ピラメキーノ」（テレビ東京）

## 過去の主な連載誌
「アイドルにビンゴ」（「ヤングサンデー」小学館）

## 著書
- 『西洋占星学と英会話がわかる本』（総合法令出版）
- 『占星学 V.S. 科学』（国書刊行会）
- 『英語で鑑定!』（日本占術協会）
- 『Bバージン完全攻略本』（山田玲司と共著・小学館）
- 『12星座㊙ノート』（アレクサンドリア木星王の著書に協力）（上下巻）（魔女の家BOOKS)

Kindle版
- きょうや式・星座別攻略法～恋愛成就編～
- きょうや式・星座別攻略法～プレゼント編～
- きょうや式・星座別攻略法～恋人との別れ方編～
- きょうや式・星座別攻略法～ケンカ仲直り編～
- きょうや式・星座別攻略法～復活愛編～
- きょうや式・星座別攻略法～同棲生活編～
- きょうや式・星座別攻略法～結婚成就編～
- きょうや式・星座別攻略法～子育て編～
- きょうや式・星座別攻略法～天職編～
- きょうや式・星座別攻略法～励まし方編～
- きょうや式・星座別攻略法 ～後輩指導編～
- きょうや式・星座別攻略法～上司対処法編～
- きょうや式・星座別攻略法～接客・営業編～

## 研究書
- ハイブリッド占星学（東洋占星学と西洋占星学の構造的違い）
- ハイブリッド占星学2（科学哲学と占星学）
- 日本史人物データ集・第一巻・飛鳥～平安
- 日本史人物データ集・第二巻・平安～鎌倉（公家・僧侶編）
- 日本史人物データ集・第三巻・平安～鎌倉（武家編）
- 日本史人物データ集・第四巻・室町
- 占星学でビートルズを分析!

## テキスト
- 『東洋占星学』Ⅰ-Ⅵ
- 『格局法』
- 『守護神法』
- 『六十花甲子で分かる本当のあなた』
- 『西洋占星学』（メイン・テキスト）
- 『本当の十二星座の本』（やさしい西洋占星学入門書）